# 东宝兴路

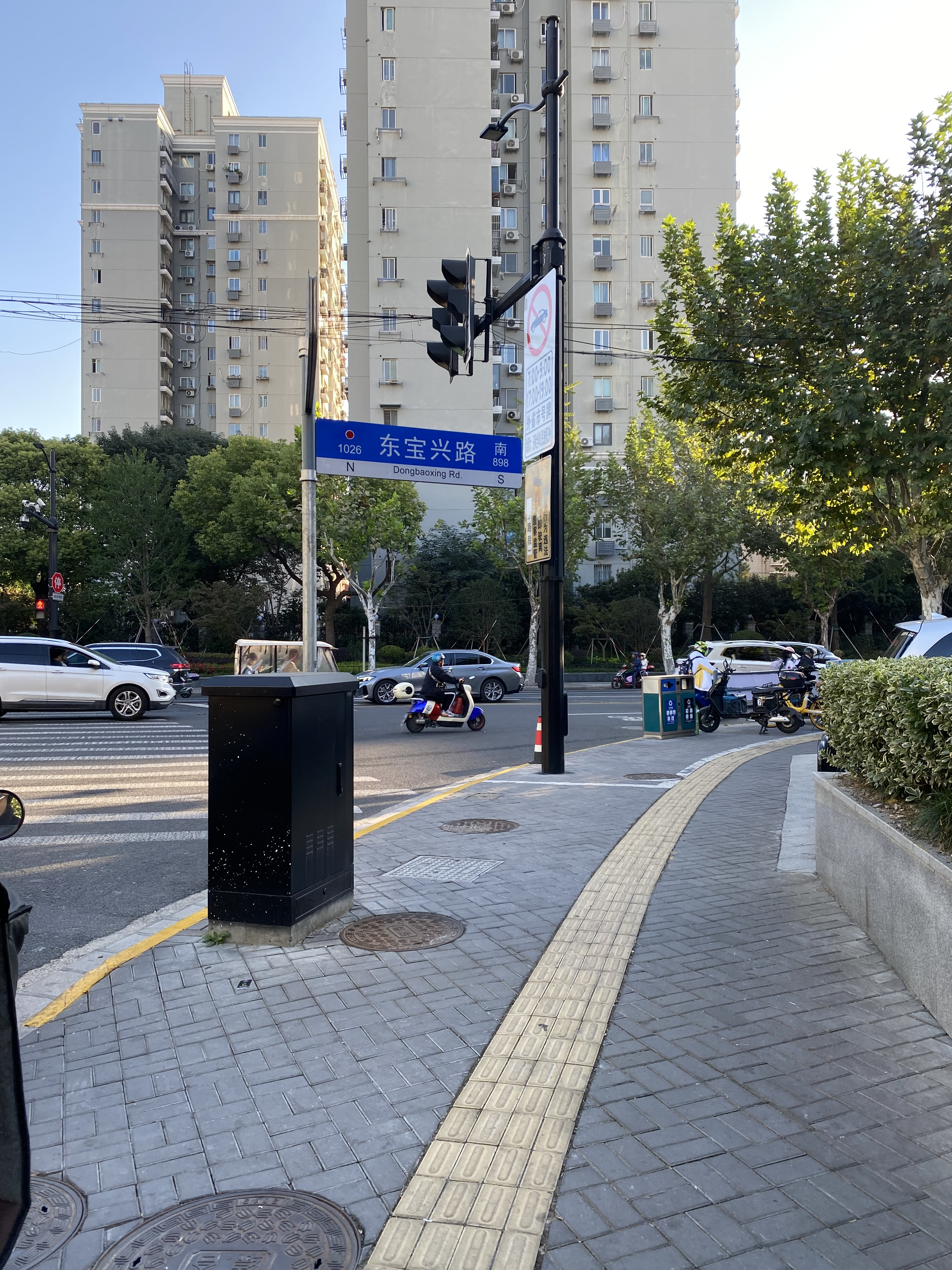
東寶興路中山北路路口

东宝兴路是位於中華人民共和國上海市虹口區和靜安區的一條道路，西北至中山北路與西寶興路相連，東南至邢家橋南路與衡水路相連。道路始建於中華民国2年（1913年），以宝山路口的宝兴里命名為寶興路。1995年，西宝兴路的淞沪铁路至中山北路一段被命名为东宝兴路。